# Hierococcyx varius
Hierococcyx varius là một loài chim trong họ Cuculidae.